# DB 628 sorozat
A DB 628 egy német kétrészes dízelmotorvonat-sorozat. Nem villamosított mellékvonalakon használják, de korábban a Müncheni S-Bahn A betűjelű vonalán is közlekedett (a vonalat azóta már villamosították).

## Közlekedése
A motorvonatok 2012-ben az alábbi viszonylatokon közlekedtek:

### Baden-Württemberg
- RB Miltenberg – Seckach
- RB Öhringen – Schwäbisch Hall-Hessental
- RB Wertheim – Crailsheim
- RB Weinheim (Bergstraße) – Fürth (Odenwald)
- RB Bruchsal – Germersheim
- RB Ehingen (Donau) – Ulm – Memmingen
- RB Ulm Hbf – Aalen (- Ellwangen/Crailsheim)

## Bajorország
- RB Hof Hbf – Münchberg – Neuenmarkt-Wirsberg
- RB Hof Hbf – Bad Steben
- RB Hof Hbf – Selb Stadt
- RB Münchberg – Helmbrechts
- RB Neuenmarkt-Wirsberg – Lichtenfels
- RB Coburg – Bad Rodach
- RB Marktredwitz – Kirchenlaibach – Bayreuth Hbf
- RB Weiden (Oberpf) – Kirchenlaibach – Bayreuth Hbf
- RB Bayreuth Hbf – Kulmbach
- RB Bayreuth Hbf – Pegnitz
- RE Aschaffenburg – Wertheim
- RB Miltenberg – Seckach
- RB Bogen – Neufahrn (Niederbayern)
- RB Mühldorf – Burghausen
- RB Mühldorf – Landshut
- RB Mühldorf – Rosenheim
- RB Mühldorf – Freilassing (- Salzburg)
- RB Mühldorf – Simbach am Inn
- RB Mühldorf – Passau
- RB Traunstein – Waging
- RB Wasserburg – Ebersberg
- RB Mühldorf – Traunstein

### Brandenburg
- RB66 Angermünde – Stettin
- RE5800 (Belzig –) Berlin – Stettin
- RE5801 Stettin – Berlin (– Potsdam)
- RE Berlin Gesundbrunnen – Eberswalde Hbf

### Hessen
- RB34 Bad Vilbel – Glauburg-Stockheim
- RE35 Fulda – Gießen
- RB42 Marburg (Lahn) – Frankenberg (Eder)
- RB43 Marburg (Lahn) – Erndtebrück
- RB52 Fulda – Gersfeld (Rhön)
- RB61 (Frankfurt (Main) –) Dreieich-Buchschlag – Dieburg
- RB63 Worms – Bensheim
- RB69 Weinheim (Bergstraße) – Fürth (Odenwald)

### Niedersachsen
- RB Uelzen – Wittingen – Gifhorn – Braunschweig
- EVB Buxtehude – Bremervörde – Bremerhaven
- RB Rotenburg – Verden
- EVB Cuxhaven – Dorum – Bremerhaven
- RB Braunschweig – Wolfenbüttel – Schöppenstedt
- RB Salzgitter-Lebenstedt – Braunschweig
- RB Braunschweig – Wolfenbüttel – Vienenburg – Bad Harzburg/Goslar
- RB Braunschweig – Wolfenbüttel – Vienenburg – Goslar

### Nordrhein-Westfalen
- RE12 Köln Hbf - Euskirchen – Gerolstein – Trier
- RE17 Hagen – Schwerte – Bestwig – Brilon Wald – Warburg / Willingen
- RB32 Wesel - Bocholt
- RB37 Duisburg Hbf - Duisburg-Entenfang
- RB38 Köln Hbf - Düsseldorf Hbf
- RB47 Solingen – Remscheid – Wuppertal
- RB55 Brilon Wald – Willingen – Korbach
- RB94 Erndtebrück – Bad Laasphe – Marburg

### Rheinland-Pfalz and Saarland
- RE12 Köln Hbf - Euskirchen – Gerolstein – Trier
- RE13 Mainz – Alzey
- RE14/RB14 Luxembourg – Wasserbillig – Trier (–Schweich)
- RB25 Koblenz – Limburg
- RB31 Mainz – Alzey
- RB33 Mainz – Bad Kreuznach – Türkismühle
- RB35 Worms – Alzey – Bingen (Rhein) Stadt
- RB44 Mannheim-Friedrichsfeld – Mannheim – Ludwigshafen – Worms – Mainz
- RB45 Neustadt – Bad Dürkheim – Feinsheim – Grünstadt – Monsheim
- RB46 Frankenthal – Freinsheim – Grünstadt – Ramsen (– Eiswoog)
- RB49 Wörth (Rhein) / Kaiserslautern – Schifferstadt – Ludwigshafen Hbf – Ludwigshafen BASF
- RB59 Germersheim – Philippsburg – Graben-Neudorf – Bruchsal
- RB63 Worms – Bensheim
- RB72 Lebach – Illingen – Saarbrücken
- RB77 Niedaltdorf – Dillingen
- RB83 Gerolstein – Trier
- RB92 Andernach – Mayen – Kaisersesch
- RB94 Bullay – Traben-Trarbach
- RB97 Betzdorf – Daaden

### Schleswig-Holstein
- NEG Niebüll – Dagebüll Mole